# Bernhard von Hamburg
Bernhard von Hamburg († nach 1372) war Archidiakon im Domstift Lebus und Protonotar der Mark Brandenburg.

## Leben
Bernhard war 1366 Kantor im Domkapitel von Lebus. 1367 wurde er als Protonotar von Markgraf Otto IV. von Brandenburg erwähnt. 1369, 1370 und 1372 war er Archidiakon im Domstift Lebus.